# Groot-Mijdrecht
Groot-Mijdrecht is een poldergebied en een voormalig waterschap in de Nederlandse provincie Utrecht bij de plaatsen Mijdrecht en Wilnis.

## Geschiedenis
Na de veenwinning werd bij Koninklijk besluit van 7 maart 1870 de concessie voor het droogmaken van Groot-Mijdrecht verleend. De provincie en het rijk gaven elk 100.000 gulden subsidie en in 1880 was de polder droog. Het is een diepe polder en het maaiveld ligt ruim zes meter onder de zeespiegel en het hoogteverschil met de naastgelegen Vinkeveense Plassen is ruim vier meter. Een probleem voor de polder is de afwezigheid van een kleilaag onder het veen, die de kwel aanzienlijk afremt. De toevoer van water is zo'n viermaal hoger dan in polders waar wel een kleilaag aanwezig is. Tot slot bevat het kwelwater ook nog veel zout.
Na de verkaveling was de capaciteit van het stoomgemaal onvoldoende om al het kwelwater weg te werken. Het gemaal was continue in bedrijf en de brandstofkosten zo hoog dat het waterschap in 1891 in financiële moeilijkheden geraakte. De waterlasten gingen omhoog maar de boeren konden deze extra kosten niet opbrengen. Veel kwamen in de problemen en gingen failliet. In 1895 werd een boerderij met 35 hectare land voor 2 gulden verkocht en een andere boerderij van 30 hectare groot wisselde van eigenaar voor één gulden. In 1879 hadden de boeren nog gemiddeld 1485 gulden per hectare betaald.
Om het brakke water af te voeren en de bodem voldoende droog te leggen is het waterpeil in de polder herhaaldelijk verlaagd. Dit om de boerenactiviteiten, voornamelijk veeteelt, mogelijk te houden. Dit proces heeft geleid tot bodemdaling, gemiddeld een centimeter per jaar, waardoor de tegendruk afneemt en de kwel verder toeneemt op. Het zoute water dat via het gemaal wordt uitgeslagen heeft een nadelige invloed op de waterkwaliteit in de omgeving.

## Waterbeheersing
Het Gemaal Winkel reguleert het water in de polder. Het werd in 1960 gebouwd en is voorzien van elektromotoren en een dieselmotor die twee centrifugaalpompen met een totale capaciteit van 300 m3/min aandrijven. Het water wordt zo'n 5,5 meter opgevoerd en geloosd in de Waver, die de polder in het noorden begrenst. Voor 1960 stond op dezelfde plaats het stoomgemaal De Voogd.

## Natuur
De polder Groot Mijdrecht Noord, circa 1000 hectare groot, bestaat uit een westelijk en oostelijke deel, gescheiden door de Hoofdweg. Dit noordelijke deel wordt in het oosten begrensd door de Vinkeveense Plassen en in het noorden door het natuurgebied Botshol. De west- en de zuidgrens worden respectievelijk gevormd door de Hoofdweg en de polder Groot Mijdrecht Zuid of Marickenland.
Begin 21e eeuw is een breed onderzoek gestart. Door de klimaatverandering wilde men opnieuw kijken naar de mogelijkheden en wensen voor deze polder. Dit leidde tot langdurige discussie en pas in 2012 bereikten het Waterschap Amstel, Gooi en Vecht, Vereniging Natuurmonumenten, de bewonersdelegatie, de gemeente De Ronde Venen en de provincie Utrecht overeenstemming over de inrichting van het oostelijk deel van de polder als natuurgebied, de zogenaamde "Versoberde Veenribbenvariant". De afspraken werden vastgelegd in een document, het Pact van Poldertrots. Met deze afspraak geldt voor het deel Groot Mijdrecht Noord-West geen natuuropgave meer. Het deel Groot Mijdrecht Noord-Oost is 404 hectare groot, inclusief Waverhoek, en maakt onderdeel uit van de Ecologische Hoofdstructuur.
Medio 2019 werd de eerste 17 hectare natte natuur voor moerasvogels opgeleverd. De oude sloten zijn nog steeds zichtbaar, maar er zijn moerasblokken aangelegd met een variatie van nat en droog waardoor een natuurlijke ontwikkeling van riet- en grasvegetaties mogelijk wordt. Dit moet zich ontwikkelen tot een leefgebied voor moerasvogels, amfibieën en insecten. Het hele terrein is omgeven door lage dijkjes en de waterstand komt zo'n 50 tot 70 centimeter hoger te liggen dan de directe omgeving. Het nieuwe moerasland heeft ook de functie als waterberging in zeer natte perioden.